# تنزانيا
تَنزَانيا رسميًا جمهورية تنزانيا المتحدة (بالسواحلية: Jamhuri ya Muungano wa Tanzania)‏ هي دولة تقع في شرق أفريقيا ضمن منطقة البحيرات الكبرى الأفريقية، تحدها كينيا وأوغندا من الشمال ورواندا وبوروندي وجمهورية الكونغو الديمقراطية إلى الغرب وزامبيا وملاوي وموزمبيق إلى الجنوب. الحدود الشرقية للبلاد تقع على المحيط الهندي. يقع جبل كليمنجارو، أعلى جبل في إفريقيا، في شمال شرق تنزانيا. وفقًا للإحصاء، يبلغ عدد سكان تنزانيا 62 مليون نسمة وفقًا للتعداد الوطني لعام 2022، مما يجعلها الدولة الأكثر اكتظاظًا بالسكان والواقعة جنوب خط الاستواء.
جمهورية تنزانيا جمهورية اتحادية مؤلفة من 31 ميكوا (إقليم). الرئيسة الحالية للدولة هي سامية حسن التي أصبحت في منصب الرئيس بعد وفاة الرئيس السابق جون ماغوفولي متأثراً بإصابته بسكتة قلبية، دودوما هي العاصمة الرسمية لتنزانيا حيث يوجد البرلمان وبعض المكاتب الحكومية. بعد الاستقلال وحتى عام 1996 كانت المدينة الساحلية الرئيسة دار السلام العاصمة السياسية للبلاد. لا تزال دار السلام المدينة التجارية الرئيسة في تنزانيا وعملياً مقر معظم المؤسسات الحكومية. كما أنها الميناء الرئيس للبلاد وجيرانها غير الساحليين.
عُثر على عديد الحفريات البشرانية الهامة في تنزانيا، مثل أحافير من العصر البليوسيني التي يبلغ عمرها ستة ملايين عام. تراوح جنس القرد الجنوبي في جميع أنحاء أفريقيا بين 4 و 2 مليون سنة مضت، وعُثر على أقدم بقايا من جنس ابشراني بالقرب من بحيرة أولدوفاي. بعد ظهور الإنسان المنتصب منذ 1.8 مليون سنة، انتشرت البشرية في جميع أنحاء العالم القديم، ولاحقًا في العالم الجديد وأستراليا تحت النوع الإنسان العاقل. كما تفوق الإنسان العاقل على إفريقيا واستوعبت الأنواع الأكبر سناً من البشر.
في وقت لاحق من العصر الحجري والبرونزي، شملت هجرات ما قبل التاريخ إلى تنزانيا متحدثي الكوشية الجنوبية الذين انتقلوا جنوبًا من موطنهم الأصلي بإثيوبيا الحالية. الشعب الكوشي الشرقي الذين انتقلوا إلى تنزانيا من شمال بحيرة توركانا منذ حوالي 2000 و 4000 سنة. والنيليون الجنوبيين، الذين نشأوا من المنطقة الحدودية بين جنوب السودان وإثيوبيا الحاليتين بين 2900 و 2400 سنة مضت. :صفحة :18حدثت هذه التحركات في نفس الوقت تقريبًا مع مستوطنة مشارقي بانتو من غرب إفريقيا في منطقتي بحيرة فيكتوريا وبحيرة تنجانيقا. ثم هاجروا بعد ذلك عبر بقية تنزانيا بين 2300 و 1700 سنة مضت.
بدأ الحكم الألماني في البر الرئيسي لتنزانيا خلال أواخر القرن التاسع عشر عندما شكلت ألمانيا شرق أفريقيا الألماني. تبع ذلك الحكم البريطاني بعد هزيمة ألمانيا في الحرب العالمية الأولى. كان البر الرئيسي يحكم باسم تنجانيقا، مع بقاء أرخبيل زنجبار ولاية استعمارية بريطانية منفصلة. بعد استقلال كل منهما في عامي 1961 و1963، اندمج الكيانان في عام 1964 لتشكيل جمهورية تنزانيا المتحدة. انضمت تنجانيقا إلى الكومنولث البريطاني في عام 1961 وتنزانيا لا تزال عضوًا في الكومنولث كجمهورية موحدة.
يتألف سكان تنزانيا من 120 مجموعة إثنية ولغوية ودينية. دولة تنزانيا ذات السيادة هي جمهورية دستورية رئاسية ومنذ عام 1996 كانت عاصمتها الرسمية دودوما حيث يوجد مكتب الرئيس والجمعية الوطنية وجميع الوزارات الحكومية. تحتفظ دار السلام، العاصمة السابقة، بمعظم المكاتب الحكومية وهي أكبر مدينة في البلاد، والميناء الرئيسي، والمركز التجاري الرائد. تنزانيا هي بحكم الأمر الواقع دولة الحزب الواحد مع حزب تشاما تشا مابيندوزي (حزب الثورة) الاشتراكي الديمقراطي في السلطة.
تنزانيا جبلية وذات غابات كثيفة في الشمال الشرقي، حيث يقع جبل كليمنجارو. تقع ثلاث من البحيرات الكبرى في إفريقيا جزئيًا داخل تنزانيا. إلى الشمال والغرب تقع بحيرة فيكتوريا، أكبر بحيرة في إفريقيا، وبحيرة تنجانيقا، أعمق بحيرة في القارة، والمعروفة بأنواعها الفريدة من الأسماك. إلى الجنوب تقع بحيرة ملاوي. الساحل الشرقي حار ورطب، مع أرخبيل زنجبار قبالة الشاطئ. منطقة محمية خليج ميناي هي أكبر منطقة محمية بحرية في زنجبار. شلالات كالامبو  ، الواقعة على نهر كالامبو على الحدود الزامبية، هو ثاني أعلى شلال مستمر في إفريقيا.
تُشكل المسيحية بمذهبيها الكاثوليكي والبروتستانتي ثلثي السكان في تنزانيا، وهناك أيضًا أقلية مسلمة كبيرة. يتم التحدث بأكثر من 100 لغة مختلفة في تنزانيا ، مما يجعلها الدولة الأكثر تنوعًا لغويًا في شرق إفريقيا. لا يوجد في البلد لغة رسمية بحكم القانون، على الرغم من أن اللغة الوطنية هي السواحيلية. تُستخدم اللغة السواحيلية في النقاش البرلماني، وفي المحاكم الدنيا، ووسيلةً للتعليم في المدارس الابتدائية. تُستخدم اللغة الإنجليزية في التجارة الخارجية والدبلوماسية والمحاكم العليا وكوسيلة للتعليم في التعليم الثانوي والعالي؛ على الرغم من أن الحكومة التنزانية تخطط للتوقف عن استخدام اللغة الإنجليزية لغةً أساسيةً للتعليم، إلا أنها ستكون متاحة كدورة اختيارية. ما يقرب من 10% من التنزانيين يتحدثون اللغة السواحيلية لغة أولى، وما يصل إلى 90 % يتحدثونها كلغة ثانية.

## التسمية
يشتق الاسم تنزانيا من دمج الاسمين تنجانيقا وزنجبار اللتان وحدتا في عام 1964 لتشكيل جمهورية تنجانيقا وزنجبار الاتحادية والتي غُير اسمها في وقت لاحق من العام نفسه إلى جمهورية تنزانيا الاتحادية.

## الجغرافيا

### التضاريس

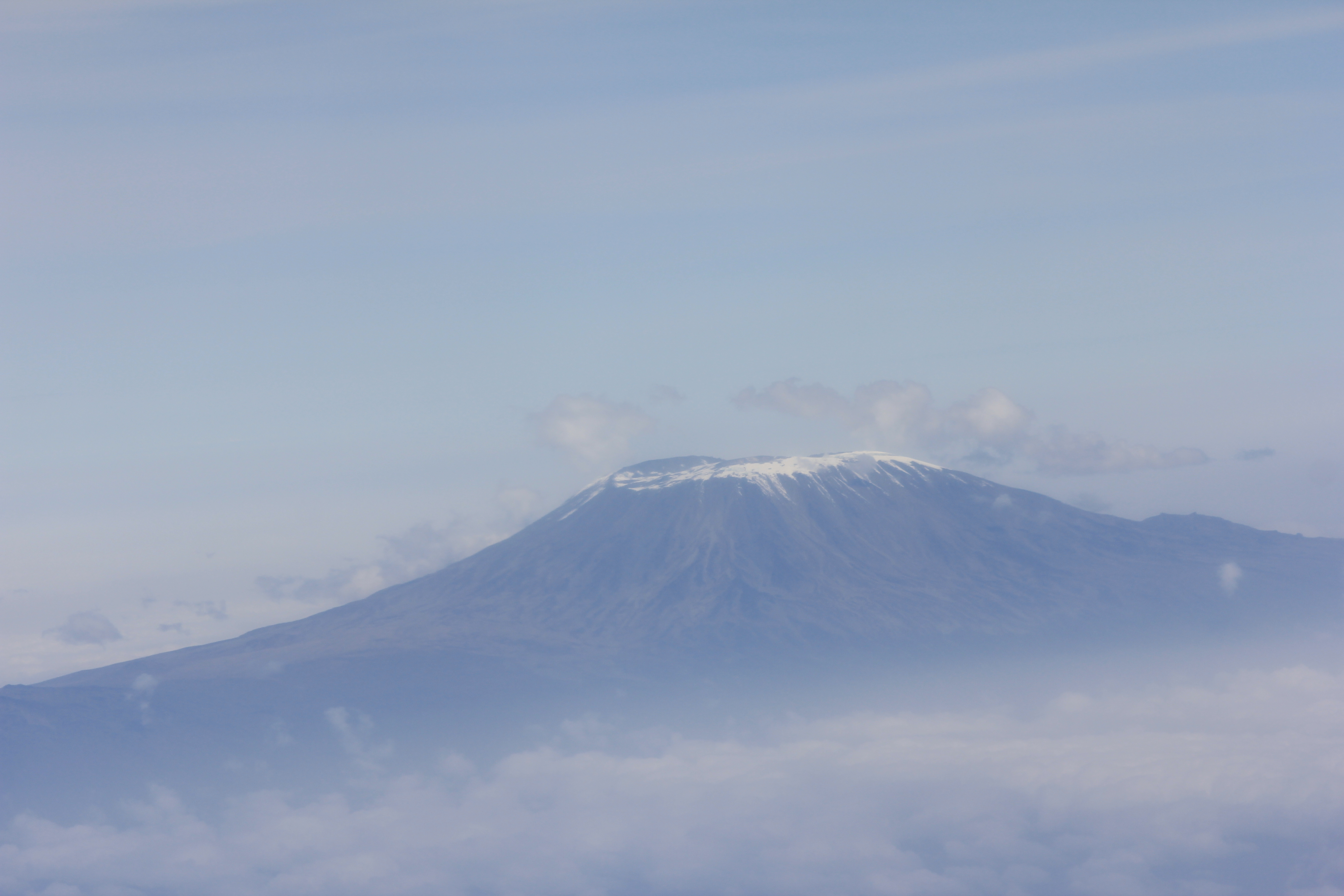
جبل كليمنجارو أعلى جبل في أفريقيا

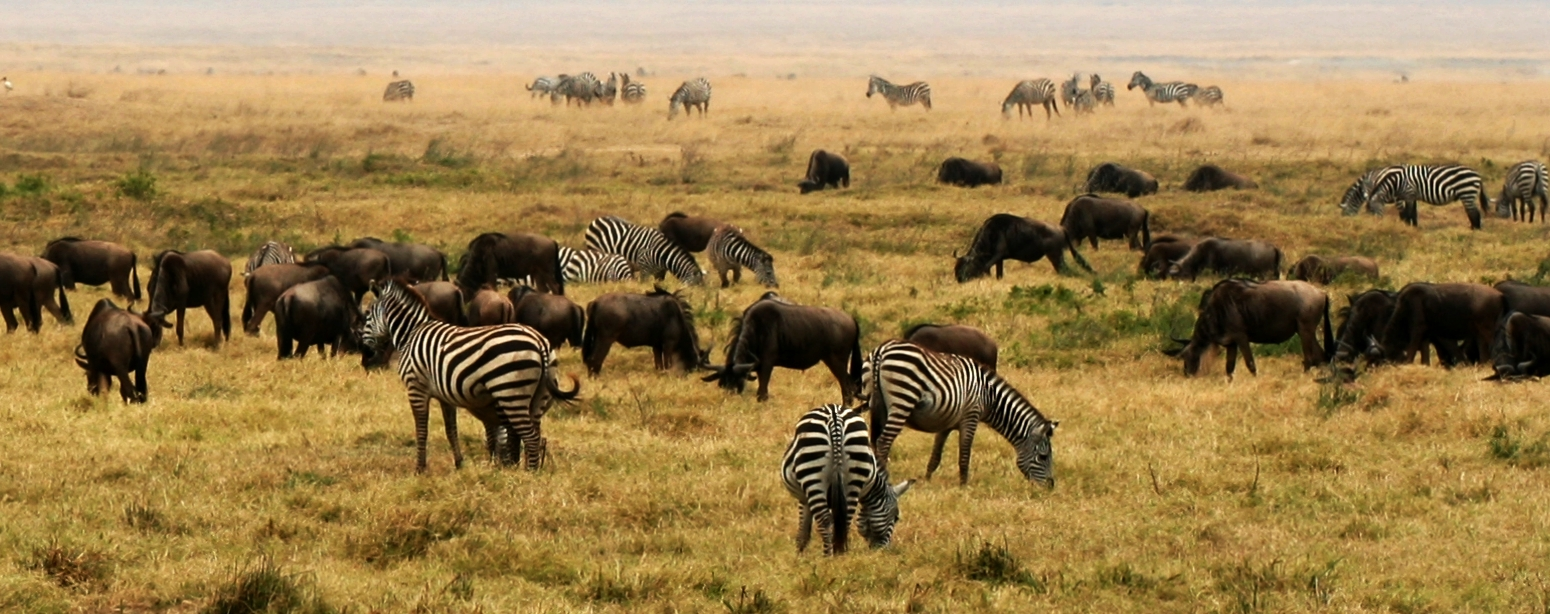
بعض الحيوانات في السافانا

تمتد أرض تنزانيا من المحيط الهندي شرقا على شكل شواطئ رملية وشعاب مرجانية ومستنقعات تنمو بها غابات المنجروف الساحلية، ثم سهل يمتد بطول سواحلها، ويبلغ أقصى عرض له في المنطقة الوسطى إلى الغرب من مدينة دار السلام، ثم يلي الساحل من الغرب هضبة متوسطة ارتفاعها 1500 متر، تنتشر فوقها الجبال البركانية، مثل كليمنجارو أعلى جبال أفريقيا ويقع قرب منطقة الحدود بينها وبين كينيا، وجبل أوزبارا ولفنجستون، ويمر بها الأخدود الأفريقي، وتضم تنزانيا مسطحاً عظيماً من البحيرات العذبة، وتزيد مساحتها على 53000 كيلو متر منها نصف بحيرة فكتوريا ونصف بحيرة تنجانيقا وقسما من بحيرة ملاوي (نياسا سابقاً) وعدداً من البحيرات الصغيرة، وأبرز أنهار تنزانيا روفوما ويشكل الحدود بينها وبين موزمبيق، ونهر روفيجي، ووامي وبنجاني.

### المناخ
ينتمي مناخ تنزانيا للنوع المداري الرطب، ولكن اتساع رقعتها وتنوع تضاريسها جعلها تضم أنماطاً متعددة من المناخ، ففي المناطق الساحلية تزيد الحرارة والأمطار وينتمي هذا المناخ لطراز شبه استوائي ويستمر مطره طوال العام تقريباً وفي المنطقة الوسطي والجنوبية يسود طراز المناخ السوداني وتقل الحرارة على المرتفعات وتزداد الأمطار على السفوح المواجهة للرياح الشديدة.

## التاريخ
تعد تنزانيا من بين أقدم المناطق المعروفة على الأرض من حيث تواجد الإنسان فيها بشكل متواصل، فقد تم العثور بها على بقايا حفريات إنسانية وكائنات شبيهة بالإنسان يعود عمرها إلى أكثر من مليوني سنة. ويعتقد أن من سكن تنزانيا هم من مجتمعات الصيادين-جماعات من متكلمي اللغات الكوشية ولغة الخويسية. قبل حوالي 2000 سنة؛ بدأت سلسلة من الهجرات إلى تنزانيا من أفريقيا الغربية، وكانت هذه الهجرات من متكلمي لغات البانتو. وصل لاحقا الرعاة النيليين والذين واصلوا الهجرة إلى المنطقة حتى القرن الثامن عشر.
استمر المسافرون والتجار من الخليج العربي وأفريقيا الغربية بزيارة ساحل أفريقيا الشرقية منذ بداية الألفية الأولى بعد الميلاد. كما وصل الإسلام إلى الساحل السواحيلي ابتداء من القرن الثامن أو التاسع بعد الميلاد.
بعد أن سيطر السلطان الكبير العماني سعيد بن سلطان آل سعيد على الشريط الساحلي نقل عاصمته إلى زنجبار في سنة 1840. تحولت زنجبار خلال هذه الفترة إلى مركز تجارة الرقيق عند العرب. كان حوالي 60-90% من سكان زنجبار العرب-سواحيلي مستعبدين. كان من أشهر تجار العبيد في ساحل أفريقيا الشرقية يدعى تيبو تيب، والذي كان نفسه حفيداً لعبد أفريقي. عمل تجار العبيد الدنيا مزيون تحت إشراف مسيري وميرابو.

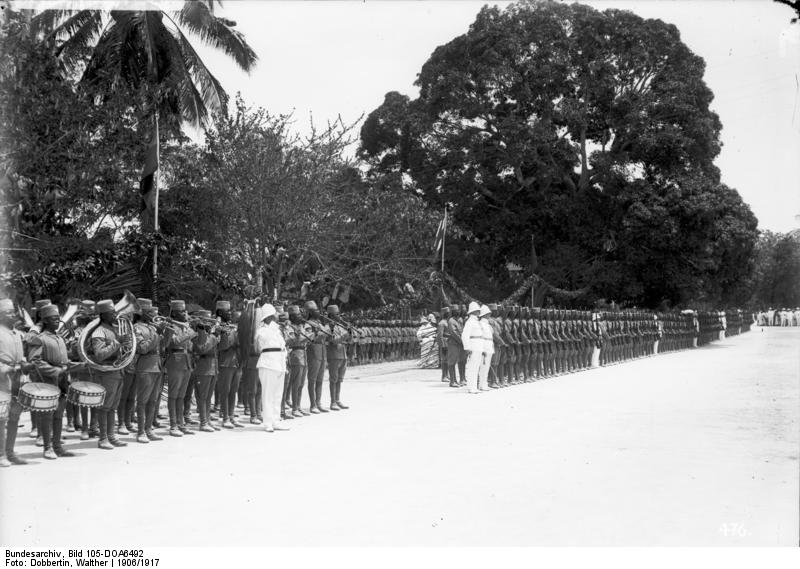
الاحتفال بميلاد الإمبراطور الألماني في دار السلام بين 1906-1918

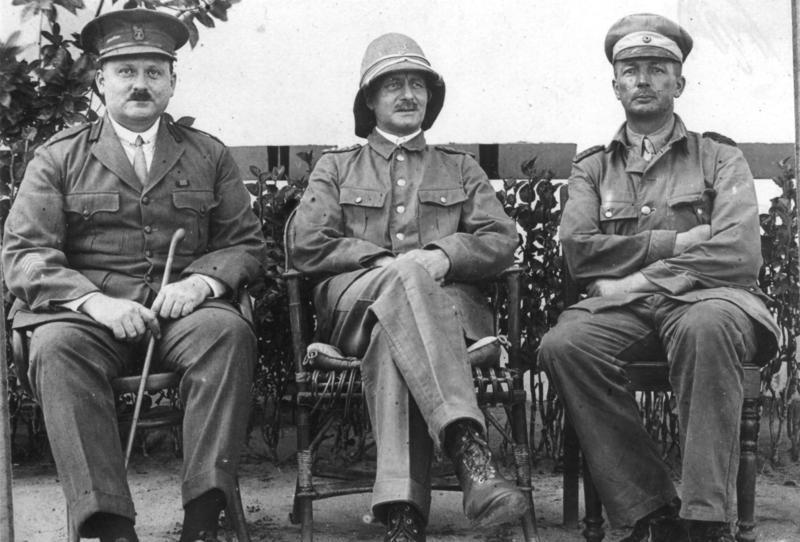
بول فون ليتوف-فوربيك مع ضباط بريطانيين في مارس 1918

غزت الإمبراطورية الألمانية في أواخر القرن التاسع عشر ما يعرف الآن بتنزانيا (عدا عن زنجبار) ورواندا وبوروندي وضمتها إلى
أفريقيا الشرقية الألمانية. أحبط الجنرال الألماني بول فون ليتوف-فوربيك خلال الحرب العالمية الأولى محاولة اجتياح بريطانية وأدار حرب عصابات استمرت طويلاً ضد بريطانيا والتي عرفت بالحملة شرق أفريقية. حولت اتفاقيات ما بعد الحرب العالمية الأولى ومواثيق عصبة الأمم المنطقة إلى منطقة انتداب بريطاني باستثناء منطقة صغيرة في الشمال الغربي والتي منحت لبلجيكا وأصبحت لاحقاً ما يعرف اليوم برواندا وبوروندي.
انتهى الحكم البريطاني سنة 1961 بعد مرحلة انتقالية إلى الاستقلال والذي كان سلمياً مقارنة بـ كينيا المجاورة مثلاً. أنشأ جوليوس نيريري في سنة 1951 اتحاد تنجانيقا الوطني شرق أفريقي، والذي كان ذا طابع سياسي. كان الهدف الأساسي لهذا الاتحاد تحقيق الاستقلال الوطني التام تنجانيقا. أطلقت حملة لتجنيد أعضاء لهذا الاتحاد، والذي أصبح بعد سنة واحدة فقط من المؤسسات السياسية الرائدة في الدولة.
أصبح نيريري وزيراً في تنجانيقا بريطانية الحكم في سنة 1960 ثم رئيساً للوزراء بعد استقلالها سنة 1961. مالت رئاسة نيريري الأولى إلى اليسار بعد إعلان آروشا والذي دون الالتزام بالاشتراكية على نمط الوحدة الإفريقية. تم بعد الإعلان عن تأميم البنوك والعديد من الصناعات الكبيرة.
اندمجت الجزيرة مع تنجاقيا وتكونت دولة تنزانيا بعد ثورة زنجبار والتي أطاحت بالسلالة العربية في زنجبار. أثار اتحاد هاتين المنطقتين الجدل بين سكان زنجبار (حتى بين داعمي الثورة) ولكنه كان مقبولاً لدى حكومة نيريري وحكومة زنجبار الثورية بفضل أهدافهم وقيمهم السياسية المشتركة.
بدأ اقتصاد تنزانيا يتفاقم في أواخر السبعينات من القرن العشرين، ولكنها مولت نفسها ابتداءً من منتصف الثمانينات بقروض من صندوق النقد الدولي وإجراء بعض الإصلاحات، الأمر الذي رفع من الناتج المحلي الإجمالي وقلل من الفقر في الدولة.

## السياسة

### الحكومة
يتم انتخاب الرئيس وأعضاء المجلس الوطني بواسطة تصويت شعبي مباشر لفترة 5 سنوات. يعين الرئيس رئيسا للوزراء والذي يعمل كقائد للدولة في المجلس الوطني. يختار الرئيس وزرائه من بين أعضاء المجلس الشعبي، كما يخوله الدستور أن يرشح 10 أعضاء برلمان غير منتخبين لمناصب وزارية. عقدت الانتخابات لاختيار الرئيس وأعضاء المجلس الوطني في ديسمبر 2005. تنزانيا هي دولة حزب واحد مهيمن، وحاليا يتواجد حزب تشاما تشا ما بيندوزي في السلطة. ليس للأحزاب المعارضة في الدولة أي فرصه في الوصول إلى السلطة، ولكن مع ذلك فأن الأحوال هناك سلمية.
انتخب أعضاء المجلس الوطني ال 295 في سنة ال2000. يشمل هؤلاء ال 295 عضو النائب العام، 5 أعضاء منتخبين من مجلس نواب زنجبار يشتركون في البرلمان، المقاعد المخصصة للمرأة والتي تشمل 20% من المقاعد التي تمنح للحزب. 181 من أعضاء البرلمان، و50 مقعدا من زنجبار، 48 مقعد مخصصة للنساء، و10 مقاعد لأعضاء البرلمان المرشحين. يشغل الحزب الحاكم تشاما تشا ما بين دوزي حاليا 93% من المقاعد في المجلس. القوانين التي يسنها المجلس الشعبي تسري في زنجبار فقط في أمور الاتحاد المعينة مسبقا.
يشمل سلطان قضاء مجلس نواب زنجبار كل الامور غير المتعلقة بالاتحاد. يوجد حاليا 76 عضو في مجلس النواب في زنجبار، منهم 50 عضو ينتخبهم الشعب، 10 أعضاء يعينهم الرئيس، 5 أعضاء بحكم مناصبهم، ونائب عام يعينه الرئيس. رفعت الحكومة في مايو 2002 عدد المقاعد المخصصة للنساء من 10 إلى 15، مما سيرفع عدد أعضاء مجلس النواب إلى 81 عضو. بإمكان مجلس النواب في زنجبار نظريا أن يسن قوانين في زنجبار بدون موافقة حكومة الاتحاد ما دامت هذه القوانين لا تتعلق بأمور الاتحاد. ينتخب رئيس زنجبار وأعضاء مجلس النواب لمدة 5 سنوات أيضا. علاقة الحكم شبه الذاتي بين زنجبار والاتحاد هي نظام حكم مميز.
يوجد في تنزانيا نظام قضائي ذات 5 درجات والتي تشمل النطاق القضائي للقوانين الإسلامية، القبلية، والبريطانية العامة. يتم الاستئناف في المحاكم الابتدائية، ثم المحاكم المنطقية، ثم محكمة القاضي المقيم، المحكمة العليا، وأخيرا في محكمة الاستئنافات. يعين رئيس المحكمة العليا كل القضاة ما عدا قضاة المحكمة العليا ومحكمة الاستئنافات الذين يعينهم الرئيس. نظام المحاكم الزنجباري يوازري
النظام القانوني للاتحاد ومن الإمكان استئناف جميع القضايا التي حوكمت في المحاكم الزنجبارية في محكمة الاتحاد الاستئنافية، ما عدا تلك القضايا التي تتعلف بالأمور الدستورية والإسلامية. تم إنشاء محكمة تجارية في سبتمبر 1999 والتي تعد شعبه من المحكمة العليا.

### الأحزاب السياسية
- حزب الأفروشيرازي
- حزب زنجبار الوطني
- حزب شعب زنجبار وبمبا
- حزب الأمة (زنجبار)

### العلاقات الخارجية
- حركة عدم الانحياز
- اتفاقية تمويل الإرهاب
- جواز سفر تنزاني
- متطلبات الحصول على تأشيرة لمواطني تنزانيا

### حقوق الإنسان
- عمالة الأطفال في أفريقيا

## التقسيمات الإدارية

أقاليم تنزانيا

تقسم تنزانيا إلى 31 إقليم (بالسواحلية: mkoa، مكوا)‏ منها 26 في البر الرئيسي وخمسة في زنجبار (ثلاثة على أونجوجا واثنتان في بمبا). تقسم الأقاليم إلى 169 ضاحية (District) تمتلك كل منها مجلساً واحداً على الأقل وذلك لزيادة السلطة المحلية؛ تعرف هذه المجالس أيضاً بالسلطات الحكومية المحلية. حالياً يوجد 169 مجلساً، 34 منها في المدن و 92 في المناطق الريفية. تصنف المجالس في المناطق الحضرية على أنها مجالس مدن (في دار السلام وموانزا) ومجالس بلدية (في أروشا ودودوما وإيرينغا وكليمنجارو ومبيا وموروغورو وشينيانغا وتابورا وتانغا) أو مجالس قرى (في المجتمعات المحلية 11 المتبقية).
أقاليم تنزانيا هي: أروشا ودار السلام ودودوما وغيتا وإيرينا وكاجيرا وشمال بيما وشمال زنجبار وكاتفي وكيغوما وكليمنجارو وجنوب بيمبا وجنوب زنجبار وليندي ومانيارا ومارا ومبيا وغرب حضرية زنجبار وموروغورو ومتوارا وموانزا ونجومبي وبواني وروكوا وروفوما وشينيانغا وسيميو وسينجيدا وتابورا وتنجا.

## الاقتصاد

### الزراعة
الزراعة دعامة الاقتصاد التنزاني وتمثل 85% من قيمة الصادرات، يعمل بها أكثر من 80% من السكان، والحاصلات تتكون من الأرز، والذرة والنباتات الدرنية وتشغل الغلات الزراعية الغذائية 60% من الأراضي الزراعية، ومن الحاصلات القطن، والبن، والقرنفل، والسيسل، والكاسافا، وقصب السكر، ونخيل الزيت.

### الثروة الحيوانية
تشكل الثروة الحيوانية دعامة اقتصادية في البلاد، فعدد الأبقار حوالي 11 مليوناً، ومن الأغنام والماعز 10 ملايين.

### الصناعة
توجد صناعة المواد الغذائية، والمنسوجات، وصناعة الجلود، وبعض الصناعات الأخرى.

### المعادن
الإنتاج من المعادن يشمل القصدير والنحاس والفوسفات.

### الموارد المائية
- اتفاقية تقاسم مياه النيل 1929
- اتفاقية تقاسم مياه النيل 1959
- ندرة المياه في أفريقيا

### السياحة
- متنزه سيرينغيتي الوطني
- منطقة نجورونجورو المحمية
- محمية سيلوس جام
- حديقة ميكومي الوطنية

### الموانئ والمطارات
- قائمة مطارات تنزانيا

### الاتصالات
يفتقر هذا البلد إلى الإعلام والاتصال من خلال نقص تغطية الإنترنت مما يصعب المبادلات الاقتصادية.

## البيئة

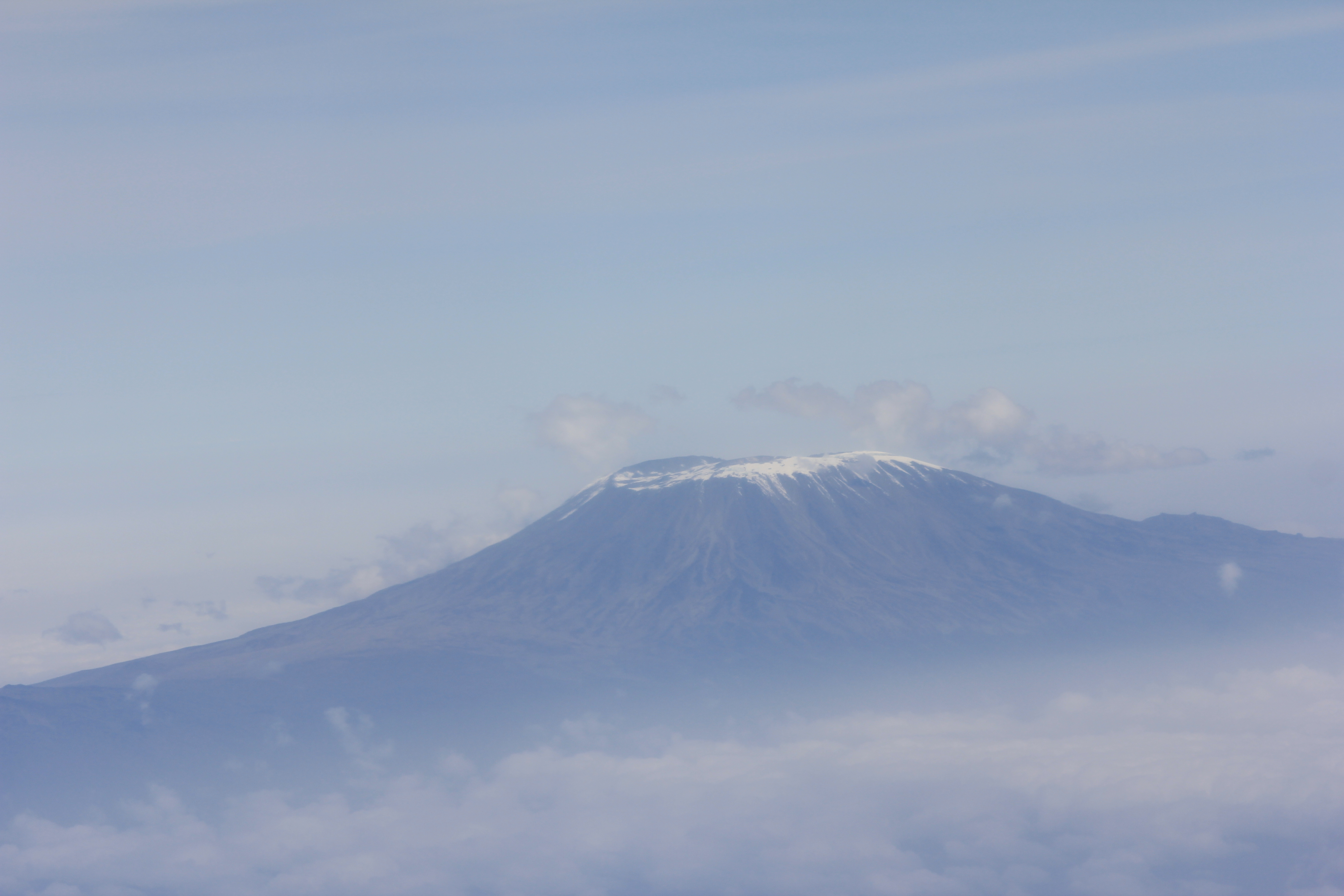
جبل كليمنجارو أعلى جبل في أفريقيا

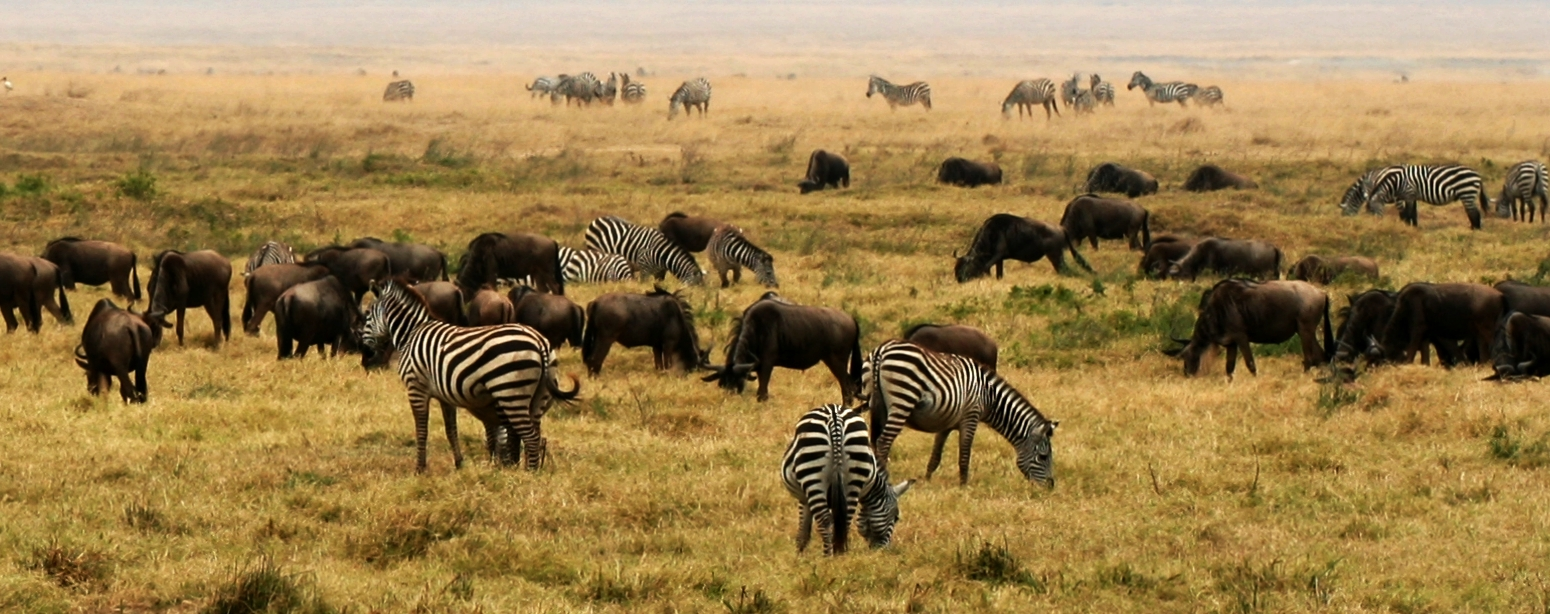
بعض الحيوانات في السافانا

تمتد أرض تنزانيا من المحيط الهندي شرقا على شكل شواطئ رملية وشعاب مرجانية ومستنقعات تنمو بها غابات المنجروف الساحلية، ثم سهل يمتد بطول سواحلها، ويبلغ أقصى عرض له في المنطقة الوسطى إلى الغرب من مدينة دار السلام، ثم يلي الساحل من الغرب هضبة متوسطة ارتفاعها 1500 متر، تنتشر فوقها الجبال البركانية، مثل كليمنجارو أعلى جبال أفريقيا ويقع قرب منطقة الحدود بينها وبين كينيا، وجبل أوزبارا ولفنجستون، ويمر بها الأخدود الأفريقي، وتضم تنزانيا مسطحاً عظيماً من البحيرات العذبة، وتزيد مساحتها على 53000 كيلو متر منها نصف بحيرة فكتوريا ونصف بحيرة تنجانيقا وقسما من بحيرة ملاوي (نياسا سابقاً) وعدداً من البحيرات الصغيرة، وأبرز أنهار تنزانيا روفوما ويشكل الحدود بينها وبين موزمبيق، ونهر روفيجي، ووامي وبنجاني. وتمتاز تنزانيا بعدد جيد من أنواع الحيوانات حيث توجد كثير من أنواع الغزلان والقطط الكبيرة وحمير الوحش والجواميس والأبقار والزراف والفيلة والنعام في سهول السافانا والماعز والغزلان الجبلية على سفوح الجبال مثل:كلمنجارو وأوزبارا وكذلك تعيش كثير من أنواع الطيور في تنزانيا كالببغاوات والنوارس وطيور البفن.

## السكان

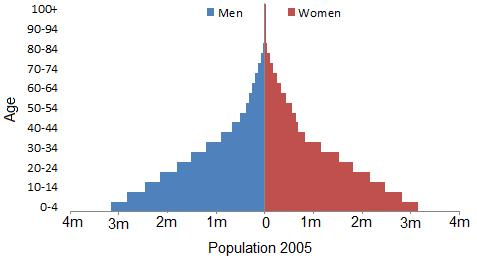

يتكون سكان تنزانيا من أكثر من مائة وعشرين قبيلة ينتمون إلى العناصر الزنجية والحامية، ومن أبرز العناصر بانتو الوسط ويزيد المسلمون بينهم على مليونين، في حين يفوق عدد المسلمين من جماعة الياو وحدها مليون وربع مليون مسلم. ينتشر الإسلام كذلك بين باشنجا، وماكونزي، ومآلوا، وبين النيأمويزي، والسوكوما، والسومبوا كما ينتشر بين باتو الشمال الشرقي ومنهم نجيدو وبوجورو وزارامو وشاما وتيتا، وينتشر الإسلام بين قبائل الهيهي وجوجو وألميرا، ويشكل المسلمون السواحليون قرابة مليون مسلم، ومن الشيرازيين حوالي ربع مليون مسلم، كما يشكل المسلمون الآسيويين أكثر من مائة ألف نسمة، أما العرب فيزيد عددهم عن مائة ألف مسلم. هذه العناصر تشكل معظم سكان الساحل وعدد المسلمون حوالي 85%، والمسيحيين 15%، والإنجليزية هي اللغة الرسمية، وإلى جانبها السواحلية، ولغات البانتو والعربية في بعض المدن الساحلية، وقد أصبحت غريبة بين أهل البلاد لا سيما سكان زنجبار خصوصاً بعد الانقلاب الدامي ضد العرب ويقدر عدد سكان تنزانيا في سنة 1408 هـ -1988 م بحوالي 24726000 نسمة وبذلك يكون عدد المسلمين في تنزانيا حوالي 16,45 مليون نسمة.

### العرقيات
- الشيرازيون
- الماساي
- البيمبي
- المانتنغو
- اللوو
- الهادزا

### اللغة
يتكلم التنزانيون اللغة السواحيلية وهي خليط من اللغة العربية واللغات الإنجليزية بالإضافة إلى اللغات المحلية كما يتكلم بعض السكان العربية وهم ذوو الأصول عمانية أما اللغة المستعملة في الدوائر الحكومية فهي اللغة الإنجليزية

### الدين
الإحصاءات الحالية لا تشمل الدين عند تعدادها للسكان، حيث حظرت الحكومة ذلك منذ سنة 1967. الزعماء الدينيون وعلماء الاجتماع يقدرون أن المسيحيين والمسلمين متساوون تقريبا في العدد، حيث تشكل نسبة كل واحدة منهما بين 30 و 40 في المئة من السكان والباقي يتألف من أتباع الديانات الأخرى. بينما يشكل المسلمون سبعة وتسعين بالمئة من سكان زنجبار.

## الصحة
اعتبرت جمهورية تنزانيا المتحدة لفترة طويلة جزيرة تتمتع بالاستقرار في المنطقة، وبسبب الصراعات في الدول المجاورة في بوروندي وجمهورية الكونغو الديمقراطية، فقد استضافت رواندا أكبر عدد من اللاجئين في أفريقيا. حيث شهد العقد الماضي إصلاحات ناجحة ونمو اقتصادي متزايد. ومن التحديات التي تواجهه تنزانيا في المستقبل هي السيطرة على انتشار فيروس نقص المناعة البشرية / الإيدز وتوفير ظروف معيشية أفضل للفقراء في المناطق الريفية.

## العلوم والتكنولوجيا

نسبة الباحثين في أفريقيا جنوب الصحراء لكل مليون نسمة، عام 2013

اعتُمدت أول "سياسة وطنية للعلوم والتكنولوجيا" في تنزانيا في عام 1996. وكان الهدف من وثيقة الحكومة "رؤية 2025" (1998) هو "تحويل الاقتصاد إلى اقتصاد قوي ومرن وتنافسي، مدعوم بالعلم والتكنولوجيا".
تحت مظلة "مبادرة الأمم المتحدة الواحدة"، عملت اليونسكو والإدارات والوكالات الحكومية التنزانية على صياغة سلسلة من المقترحات في عام 2008 لمراجعة "السياسة الوطنية للعلوم والتكنولوجيا". جاء تمويل ميزانية الإصلاح الإجمالية البالغة 10 ملايين دولار أمريكي من صندوق "مبادرة الأمم المتحدة الواحدة" ومصادر أخرى. قدمت اليونسكو الدعم لتعميم العلوم والتكنولوجيا والابتكار في "الاستراتيجية الوطنية الجديدة للنمو والحد من الفقر" في مناطق البر الرئيسي وزنجبار، بما في ذلك في مجال السياحة. [بحاجة لمصدر]
نُشرت سياسة العلوم المنقحة في تنزانيا في عام 2010. وتحت عنوان "السياسة الوطنية للبحث والتطوير"، وهي تعترف بالحاجة إلى تحسين عملية تحديد أولويات القدرات البحثية، وتطوير التعاون الدولي في المجالات الاستراتيجية للبحث والتطوير، وتحسين التخطيط للتنمية البشرية. موارد. كما ينص على إنشاء صندوق وطني للبحوث. أنجزت مراجعة هذه السياسة بدورها في عامي 2012 و 2013.

المنشورات العلمية لكل مليون نسمة في بلدان الجماعة الإنمائية للجنوب الأفريقي في عام 2014. المصدر: تقرير اليونسكو للعلوم (2015)، بيانات من شبكة تومسون رويترز للعلوم، مؤشر الاقتباس العلمي الموسع.

عام 2010، خصصت تنزانيا 0.38% من الناتج المحلي الإجمالي للبحث والتطوير. وكان المتوسط العالمي في عام 2013 هو 1.7% من الناتج المحلي الإجمالي. كان لدى تنزانيا 69 باحثًا (من حيث عدد الأشخاص) لكل مليون نسمة في عام 2010. وفي عام 2014، أحصت تنزانيا 15 منشورًا لكل مليون نسمة في المجلات المفهرسة دوليًا، وفقًا لشبكة تومسون رويترز للعلوم (مؤشر الاقتباس العلمي الموسع)، بينما بلغ المتوسط في أفريقيا جنوب الصحراء الكبرى 20 منشوراً لكل مليون نسمة، وبلغ المتوسط العالمي 176 منشوراً لكل مليون نسمة. واحتلت تنزانيا المرتبة 113 في مؤشر الابتكار العالمي في عام 2023، متراجعة من المرتبة 97 في عام 2019، كما تراجعت إلى المركز 120 في مؤشر عام 2024.

## التعليم

### التعليم الأساسي
التعليم في تنزانيا إلزامي لسبع سنوات. التعليم الابتدائي يبدأ من عمر سبع سنوات ويستمر لسبع سنوات، أي من الصف الأول للصف السابع. أما التعليم الثانوي فيتكون من مرحلتين. المرحلة الأولى مدتها أربع سنوات من التعليم العادي، والمرحلة الثانية مدتها سنتين من التعليم الثانوي المتخصص. سنة.

### التعليم العالي
- جامعة دار السلام

## الثقافة

### المجتمع
يغلب على المجتمعات الطابع العربي والإسلامي في زنجبار بسبب التواجد العماني الممتد لقرون في هذه المناطق التي كانت جزءا من الإمبراطورية العمانية ويشكل العمانيون اليوم نسبة كبيرة من سكان تنزانيا كما يشغلون مناصب سياسية واقتصادية.

### الموسيقى
الموسيقى التنزانية تستمد من الموسيقى الأفريقية
التقليدية القائمة على الطرب المستند إلى هيب هوب مميزة تعرف باسم نكهة بونغو.
مشاهير المطربين وأسمائهم :عباس مزي والنادي الثقافي الموسيقي وشاكيلا من مجموعة بلاك ستار الموسيقية.
الفنانون المعروفين دوليا هم الفنانون التقليديون وهم بي كيدوده وهيوكي زاوس وتاتو نانا.
تنزانيا لديها قناعاتها المتميزة حول موسيقى الرومبا الأفريقية، ووصفmuziki wa dansi ("الموسيقى والرقص")
حيث هناك أسماء لفنانين/جماعات مثل :
تابورا الجاز وموسيقى الجاز الغربية وموروغورو الجاز وبركان الجاز وونييكا سيمبا وأونجالا ريمي وشاباني المرجان وسقوط الكاشيبا.

### العمارة والزخرفة
- مواقع كوندوا لفن النقوش والرسوم على الصخور

### مواقع التراث
- جمجمة ندوتو

## الإعلام
يفتقر هذا البلد إلى الاعلام والاتصال من خلال نقص تغطية الإنترنت مما يصعب المبادلات الاقتصادية.

### التلفاز
- قناة إفريقيا

## الرياضة
فاز الرياضيون فيلبيرت بايي وسليمان نيامبو بميداليات في الألعاب الأولمبية الصيفية 1980. تشارك تنزانيا في دورة ألعاب الكومنولث وبطولة أفريقيا لألعاب القوى.
تتمتع كرة القدم بشعبية كبيرة في تنزانيا، حيث ينقسم المشجعون أساسا بين الفريقين يانغ افريكان سبورتس كلب (يانغا) وسيمبا سبورتس كلب (سيمبا).
تمارس كرة السلة في المدارس والجيش. يلعب التنزاني هاشيم ثابييت في الدوري الأمريكي لكرة السلة للمحترفين في صفوف الميمفيس غريزليس وهو أول تنزاني يحقق هذا الإنجاز.

## الرموز الوطنية
- علم تنزانيا
- شعار تنزانيا
- نشيد تنزانيا الوطني

## الملاحظات
1. ↑  تعتبر اللغتان السواحيلية والإنجليزية لغتين رسميتين بحكم الأمر الواقع.[2][3]